# Eilema iuniformis
Eilema iuniformis là một loài bướm đêm thuộc phân họ Arctiinae, họ Erebidae.